# MATLAB
MATLAB (сокращение от англ. «Matrix Laboratory», в русском языке произносится как Матла́б) — платформа для программирования и пакет прикладных программ для решения задач технических вычислений. Пакет используют более миллиона инженерных и научных работников, он работает на большинстве современных операционных систем, включая Linux, macOS, Solaris (начиная с версии R2010b поддержка Solaris прекращена) и Windows.

## История
MATLAB как язык программирования был разработан Кливом Моулером (англ. Cleve Moler) в конце 1970-х годов, когда он был деканом факультета компьютерных наук в Университете Нью-Мексико. Целью разработки служила задача дать студентам факультета возможность использования программных библиотек Linpack и EISPACK без необходимости изучения Фортрана. Вскоре новый язык распространился среди других университетов и был с большим интересом встречен учёными, работающими в области прикладной математики. До сих пор в Интернете можно найти версию 1982 года, написанную на Фортране, распространяемую с открытым исходным кодом. Инженер Джон Литтл (англ. John N. (Jack) Little) познакомился с этим языком во время визита Клива Моулера в Стэнфордский университет в 1983 году. Поняв, что новый язык обладает большим коммерческим потенциалом, он объединился с Кливом Моулером и Стивом Бангертом (англ. Steve Bangert). Совместными усилиями они переписали MATLAB на C и основали в 1984 компанию The MathWorks для дальнейшего развития. Эти переписанные на С библиотеки долгое время были известны под именем JACKPAC. Первоначально MATLAB предназначался для проектирования систем управления (основная специальность Джона Литтла), но быстро завоевал популярность во многих других научных и инженерных областях. Он также широко использовался и в образовании, в частности, для преподавания линейной алгебры и численных методов.

## Язык MATLAB

### Описание языка
Язык MATLAB является высокоуровневым интерпретируемым языком программирования, включающим основанные на матрицах структуры данных, широкий спектр функций, интегрированную среду разработки, объектно-ориентированные возможности и интерфейсы к программам, написанным на других языках программирования.
Программы, написанные на MATLAB, бывают двух типов — функции и скрипты. Функции имеют входные и выходные аргументы, а также собственное рабочее пространство для хранения промежуточных результатов вычислений и переменных. Скрипты же используют общее рабочее пространство. Как скрипты, так и функции сохраняются в виде текстовых файлов и компилируются в машинный код динамически. Существует также возможность сохранять так называемые pre-parsed программы — функции и скрипты, обработанные в вид, удобный для машинного исполнения. В общем случае такие программы выполняются быстрее обычных, особенно если функция содержит команды построения графиков.
Основной особенностью языка MATLAB являются его широкие возможности по работе с матрицами, которые создатели языка выразили в лозунге «думай векторно» (англ. Think vectorized).

### Векторы и матрицы
Пример кода, являющегося частью функции magic.m, генерирующего магический квадрат M для нечётных значений размера стороны n:
```
[
J
,
I
]
 
=
 
meshgrid
(
1
:
n
);

A
 
=
 
mod
(
I
+
J
-
(
n
+
3
)
/
2
,
n
);

B
 
=
 
mod
(
I
+
2
*
J
-
2
,
n
);

M
 
=
 
n
*
A
 
+
 
B
 
+
 
1
;

```

Пример кода, загружающего одномерный массив A значениями массива B в обратном порядке (только если вектор A определён, и число его элементов совпадает с числом элементов вектора B):
```
A
(
1
:
end
)
 
=
 
B
(
end
:
-
1
:
1
);

```

### Графики
Программа MATLAB может создавать трехмерную графику с помощью функций surf, plot3 или mesh.
| [X,Y] = meshgrid(-8:.5:8); R = sqrt(X.^2 + Y.^2); Z = sin(R)./R; Z(R==0) = 1; mesh(X,Y,Z); Этот код создаст каркасный 3D график sinc-функции {\displaystyle {\sin R \over R}}. |

Деление графического окна осуществляется командой subplot (количество строк, количество столбцов, текущий элемент) (представим что как бы матрицу создаем). Построение Полиномиальной регрессии для табличных данных возможно через команду Tools > Basic Fitting графического окна вывода.

### Вычисление площади ограниченной линиями
Вычисление площади ограниченной двумя линиями возможно с помощью команды quad (площадь определенного интеграла, код см. ниже). Аргументами quad являются точки пересечения линий (находятся с помощью команды fzero(первый аргумент разница между функциями, второй аргумент отрезок или точка где разница между фунуциями равна нулю).
```
clear
 
all

clc

close
 
all

f
=@(
x
)
 
0.5
*
x
.^
2
+
sin
(
5
*
x
)
-
5
*
x
+
1

g
=@(
x
)
 
sqrt
(
x
.^
2
+
5.5
)

X
=
-
2
:
0.01
:
14
;

subplot
(
2
,
1
,
1
)

plot
(
X
,
f
(
X
),
'm'
,
'LineWidth'
,
2
)

hold
 
on

plot
(
X
,
g
(
X
),
'g'
,
'LineWidth'
,
2
)

grid

xlabel
(
'x'
)

ylabel
(
'f,g'
)

legend
(
'f'
,
'g'
,
'Location'
,
'best'
)

F
=@(
x
)
 
g
(
x
)
-
f
(
x
)

subplot
(
2
,
1
,
2
)

plot
(
X
,
F
(
X
),
'b'
,
'LineWidth'
,
2
)

hold
 
on

plot
([
-
2
 
14
],[
0
 
0
],
'k'
,
'LineWidth'
,
2
)

grid

xlabel
(
'x'
)

ylabel
(
'f,g'
)

x1
=
fzero
(
F
,
0
)

x2
=
fzero
(
F
,[
10
,
14
])

S
=
quad
(
F
,
x1
,
x2
)

```

### Перенос строки в командном окне
В случае длинных формул, когда выражение не влезает в строку в программе предусмотрена функция переноса в командном окне осуществляется тремя точками "...". Точки становятся синего цвета, курсор на следующей строке мигает но нет знака двойного неравенства >> (знак начала командной строки). Например, 
```
t
=
sqrt
(
abs
(
sin
(
1.3
*
pi
)
/
cos
(
4.6
)
*
tan
(
0.7
*
pi
)
/
acot
(
0.3
)))
-
...

(
exp
(
-
0.2
)
*
log
(
3.8
)
^
1.2
)
^
(
1
/
3
)

```

равносильно 
```
 
t
=
sqrt
(
abs
(
sin
(
1.3
*
pi
)
/
cos
(
4.6
)
*
tan
(
0.7
*
pi
)
/
acot
(
0.3
)))
-
(
exp
(
-
0.2
)
*
log
(
3.8
)
^
1.2
)
^
(
1
/
3
)

```

### Оформление графиков
Функция plot() позволяет менять цвет и тип отображаемой линии, в т. ч. логарифмической шкале. Для этого, используются дополнительные параметры, которые записываются следующим образом: plot(<x>, <y>, <’цвет линии, тип линии, маркер точек’>); Например,
```
plot
(
X
,
Y
,
'r--'
,
'LineWidth'
,
2
,
 
'Marker'
,
'o'
,
'MarkerFaceColor'
,
'k'
)

```

построит график красного цвета (r), штрихпунктирный(--), с толщиной линии 2 ('LineWidth',2), с маркером в виде круга ('Marker','o'), закрашенного в черный цвет ('MarkerFaceColor','k').
```
grid

xlabel
(
'x'
)

ylabel
(
'y'
)

title
(
'Lomanaya liniya'
)

```

grid создает сетку, xlabel('x') и ylabel('y') подписывает оси координат, title('Lomanaya linia') дает заголовок графику.

### Ввод векторов (соответственно потом и матриц (массивов))
В квадратных скобках перечисляем элементы вектора через пробел (можно разделять запятой) и элементы выложатся в строчку. Например, 
```
X
=[
2
 
3
 
4
 
3
 
5
 
1
]

```

Если потребуется выложить элементы в столбец то элементы нужно разделять точкой с запятой ";" (в принципе всегда можно применить процедуру транспонирования).
Очень часто нужно задать вектор, элементы которого отличаются на одинаковую величину - шаг. Особенно это актуально когда строим графики функций (область построения этой функции разделяем точками с каким-то шагом). Для этой задачи используется символ индексации двоеточие ":". Например, от 0 до 10 для шага 2:
```
Y
=[
0
:
2
:
10
]

```

(если шаг равен 1 то его не пишем, единицу MATLAB поставит по умолчанию).
Вектор может быть аргументом функции, например 
```
 
F
=
sin
(
Y
)

```

### Самый сложный момент для понимания и восприятия программы
Есть такие вещи, которые в математике определенной операцией не описаны. Например работа поэлементно с элементами массива. В математике мы можем поэлементно работать с элементами массива, но нет определенного обозначения для этого. В Matlabe есть. В случае, если нужно применить действие к каждому элементу массива то нужно ставить точку ".". Например, есть вектор F 
```
F
=[
0
 
3
 
4
 
3
 
5
 
1
]

```

 мы спокойно его можем поделить на два:
```
F
/
2

```

Далее получим (каждый элемент вектора будет поделен на 2):
```
 
0
    
1.5000
    
2.0000
    
1.5000
    
2.5000
    
0.5000

```

Однако, если написать 
```
2
/
F

```

 Matlab выдаст ошибку:
```
Error
 
using
  
/
 

Matrix
 
dimensions
 
must
 
agree.

```

Как только в голове возникает мысль, что действие нужно применить к каждому элементу вектора в Matlabe на это нужно указать проставлением точки перед действием: 
```
2
./
F

```

. Далее получим:
```
Inf
    
0.6667
    
0.5000
    
0.6667
    
0.4000
    
2.0000

```

.
Inf обозначает что было произведено деление на ноль.

### Задание функций
В случае если есть два графика функции и нужно определить их пересечение, далее посчитать площадь которая ограничивается в результате пересечения. В Matlabe пользовательскую функцию можно создать добавлением знака "@" (в круглых скобках пишем то, от чего эта функция зависит):
```
f
=@(
x
)
0.5
*
x
^
2
+
sin
(
5
*
x
)
-
5
*
x
+
1

```

 что соотвтетствует функции {\displaystyle f(x)=0.5*x.^{2}+sin(5*x)-5*x+1}. Точка стоит только перед степенью (.^), это говорит о том, что функция будет вектором. Перед суммой, разностью точки не ставятся так как векторы складывать, вычитать можно по обычным правилам.
MATLAB выведет:
```
f
 
=

function_handle
 
with
 
value
:

@(
x
)
0.5
*
x
.^
2
+
sin
(
5
*
x
)
-
5
*
x
+
1

```

function_handle говорит о том что функция ручной работы, пользовательская.
Пример кода для вывода диапазона построения от -2 до 12 с шагом 0.01 (можно вводить как 0.01 так и .01):
```
X
=
-
2
:
.01
:
12
;

```

Точка с запятой ";"в конце команды обозначает, что результат не будет выведен на экран.
Для вывода функций вместе в одном окне можно использовать команду hold on:
```
plot
(
X
,
f
(
X
))

hold
 
on

plot
(
X
,
g
(
X
))

grid

legend
(
'f'
,
'g'
,
'Location'
,
'best'
)

```

legend('f','g','Location','best') говорит о том что подписи функций на совместном графике будут расположены в наиболее свободном месте.

## Применение

### Математика и вычисления
MATLAB предоставляет пользователю большое количество (несколько сотен) функций для анализа данных, покрывающие практически все области математики, в частности:
- Матрицы и линейная алгебра — алгебра матриц, линейные уравнения, собственные значения и векторы, сингулярности, факторизация матриц и другие.
- Многочлены и интерполяция — корни многочленов, операции над многочленами и их дифференцирование, интерполяция и экстраполяция кривых и другие.
- Математическая статистика и анализ данных — статистические функции, статистическая регрессия, цифровая фильтрация, быстрое преобразование Фурье и другие.
- Обработка данных — набор специальных функций, включая построение графиков, оптимизацию, поиск нулей, численное интегрирование (в квадратурах) и другие.
- Дифференциальные уравнения — решение дифференциальных и дифференциально-алгебраических уравнений, дифференциальных уравнений с запаздыванием, уравнений с ограничениями, уравнений в частных производных и другие.
- Разреженные матрицы — специальный класс данных пакета MATLAB, использующийся в специализированных приложениях (функция появилась в 1992 году[17]).
- Целочисленная арифметика — выполнение операций целочисленной арифметики в среде MATLAB.

### Разработка алгоритмов
MATLAB предоставляет удобные средства для разработки алгоритмов, включая высокоуровневые с использованием концепций объектно-ориентированного программирования. В нём имеются все необходимые средства интегрированной среды разработки, включая отладчик и профайлер. Функции для работы с целыми типами данных облегчают создание алгоритмов для микроконтроллеров и других приложений, где это необходимо.

### Визуализация данных
В составе пакета MATLAB имеется большое количество функций для построения графиков, в том числе трёхмерных, визуального анализа данных и создания анимированных роликов.
Встроенная среда разработки позволяет создавать графические интерфейсы пользователя с различными элементами управления, такими как кнопки, поля ввода и другими.

### Независимые приложения
Программы MATLAB, как консольные, так и с графическим интерфейсом пользователя, могут быть собраны с помощью модуля MATLAB Compiler в независимые от MATLAB исполняемые приложения или динамические библиотеки, для запуска которых на других компьютерах, однако, требуется установка свободно распространяемой среды MATLAB Runtime (ранее называлась MATLAB Compiler Runtime MCR).

### Внешние интерфейсы
Пакет MATLAB включает различные интерфейсы для получения доступа к внешним подпрограммам, написанным на других языках программирования, данным, клиентам и серверам, общающимся через технологии Component Object Model или Dynamic Data Exchange, а также периферийным устройствам, которые взаимодействуют напрямую с MATLAB. Многие из этих возможностей известны под названием MATLAB API.

#### COM
Пакет MATLAB предоставляет доступ к функциям, позволяющим создавать, манипулировать и удалять COM-объекты (как клиенты, так и серверы). Поддерживается также технология ActiveX. Все COM-объекты принадлежат к специальному COM-классу пакета MATLAB. Все программы, имеющие функции контроллера автоматизации (англ. Automation controller), могут иметь доступ к MATLAB как к серверу автоматизации (англ. Automation server).

#### .NET
Пакет MATLAB в Microsoft Windows предоставляет доступ к программной платформе .NET Framework. Имеется возможность загружать .NET сборки (Assemblies) и работать с объектами .NET классов из среды MATLAB. В версии MATLAB 7.11 (R2010b) поддерживается .NET Framework версий 2.0, 3.0, 3.5 и 4.0.

#### DDE
Пакет MATLAB содержит функции, которые позволяют ему получать доступ к другим приложениям среды Windows, равно как и этим приложениям получать доступ к данным MATLAB, посредством технологии динамического обмена данными (DDE). Каждое приложение, которое может быть DDE-сервером, имеет своё уникальное идентификационное имя. Для MATLAB это имя — Matlab.

#### Веб-сервисы
В MATLAB существует возможность использовать веб-сервисы. Специальная функция создаёт класс, содержащий методы API веб-сервиса, что позволяет обращаться к веб сервису, через вызовы методов класса.
MATLAB взаимодействует с клиентом веб-сервиса с помощью получения от него данных, их обработки и отправки результата. Поддерживаются следующие технологии: Simple Object Access Protocol (SOAP) и Web Services Description Language (WSDL).

#### Последовательный порт
Интерфейс для последовательного порта пакета MATLAB обеспечивает прямой доступ к периферийным устройствам, таким как модемы, принтеры и научное оборудование, подключающееся к компьютеру через последовательный порт (COM-порт). Интерфейс работает путём создания объекта специального класса для последовательного порта. Имеющиеся методы этого класса позволяют считывать и записывать данные в последовательный порт, использовать события и обработчики событий, а также записывать информацию на диск компьютера в режиме реального времени. Это бывает необходимо при проведении экспериментов, симуляции систем реального времени и для других приложений.

#### MEX-файлы
Пакет MATLAB включает интерфейс взаимодействия с внешними приложениями, написанными на языках C и Фортран. Осуществляется это взаимодействие через MEX-файлы. Существует возможность вызова подпрограмм, написанных на C или Фортране из MATLAB, как будто это встроенные функции пакета. MEX-файлы представляют собой динамически подключаемые библиотеки, которые могут быть загружены и исполнены интерпретатором, встроенным в MATLAB. MEX-процедуры имеют также возможность вызывать встроенные команды MATLAB.

#### DLL
Интерфейс MATLAB, относящийся к общим DLL, позволяет вызывать функции, находящиеся в обычных динамически подключаемых библиотеках, прямо из MATLAB. Эти функции должны иметь C-интерфейс.
Кроме того, в MATLAB имеется возможность получить доступ к его встроенным функциям через C-интерфейс, что позволяет использовать функции пакета во внешних приложениях, написанных на C. Эта технология в MATLAB называется C Engine.

## Наборы инструментов
Для MATLAB имеется возможность создавать специальные наборы инструментов (англ. toolbox), расширяющие его функциональность. Наборы инструментов представляют собой коллекции функций и объектов, написанных на языке MATLAB для решения определённого класса задач. Компания Mathworks поставляет наборы инструментов, которые используются во многих областях, включая следующие:
- Цифровая обработка сигналов, изображений и данных: Signal Processing Toolbox (появился в 1987 году[17]), DSP System Toolbox, Image Processing Toolbox (появился в 1993 году[17]), Wavelet Toolbox, Communications System Toolbox — наборы функций и объектов, позволяющих решать широкий спектр задач обработки сигналов, изображений, проектирования цифровых фильтров и систем связи.
- Системы управления: Control Systems Toolbox, Robust Control Toolbox, System Identification Toolbox, Model Predictive Control Toolbox, Model-Based Calibration Toolbox — наборы функций и объектов, облегчающих анализ и синтез динамических систем, проектирование, моделирование и идентификацию систем управления, включая современные алгоритмы управления, такие как робастное управление, H∞-управление, ЛМН-синтез, µ-синтез и другие.
- Финансовый анализ: Econometrics Toolbox, Financial Instruments Toolbox, Financial Toolbox, Datafeed Toolbox, Trading Toolbox — наборы функций и объектов, позволяющие быстро и эффективно собирать, обрабатывать и передавать различную финансовую информацию.
- Анализ и синтез географических карт, включая трёхмерные: Mapping Toolbox.
- Сбор и анализ экспериментальных данных: Data Acquisition Toolbox, Image Acquisition Toolbox, Instrument Control Toolbox, OPC Toolbox — наборы функций и объектов, позволяющих сохранять и обрабатывать данные, полученные в ходе экспериментов, в том числе в реальном времени. Поддерживается широкий спектр научного и инженерного измерительного оборудования.
- Визуализация и представление данных: Virtual Reality Toolbox — позволяет создавать интерактивные миры и визуализировать научную информацию с помощью технологий виртуальной реальности и языка VRML.
- Средства разработки: MATLAB Builder for COM, MATLAB Builder for Excel, MATLAB Builder for NET, MATLAB Compiler, HDL Coder — инструменты, позволяющие создавать независимые приложения из среды MATLAB.
- Взаимодействие с внешними программными продуктами: MATLAB Report Generator, Excel Link, Database Toolbox, MATLAB Web Server, Link for ModelSim — наборы функций, позволяющие сохранять данные различных видов таким образом, чтобы другие программы могли с ними работать.
- Базы данных: Database Toolbox — инструменты работы с базами данных.
- Научные и математические пакеты: Bioinformatics Toolbox, Curve Fitting Toolbox, Fixed-Point Toolbox, Optimization Toolbox, Global Optimization Toolbox, Partial Differential Equation Toolbox, Statistics And Machine Learning Toolbox, RF Toolbox — наборы специализированных математических функций и объектов, позволяющие решать широкий спектр научных и инженерных задач, включая разработку генетических алгоритмов, решения задач в частных производных, целочисленные проблемы, оптимизацию систем и другие.
- Нейронные сети: Neural Network Toolbox — инструменты для синтеза и анализа нейронных сетей.
- Нечёткая логика: Fuzzy Logic Toolbox — инструменты для построения и анализа нечётких множеств.
- Символьные вычисления: Symbolic Math Toolbox (появился в 1993 году[17]) — инструменты для символьных вычислений с возможностью взаимодействия с символьным процессором программы Maple.

Помимо вышеперечисленных, существуют тысячи других наборов инструментов для MATLAB, написанных другими компаниями и энтузиастами.

## Альтернативные пакеты
Существует большое количество программных пакетов для решения задач численного анализа. Многие из таких пакетов являются свободным программным обеспечением.

### Совместимые с MATLAB на уровне языка программирования
- GNU Octave
- Scilab
- FreeMat[англ.]

### Близкие по функциональности
- Julia
- R, S и SPlus.
- APL и его потомки: например J
- Python, при использовании пакета программ Python(x,y), а также с такими библиотеками как NumPy, SciPy и matplotlib реализует сходные возможности. Также, среда Enthought Canopy.
- IDL (англ. Interactive Data Language, интерактивный язык описания данных), когда-то был коммерческим конкурентом MATLAB, сейчас остаётся серьёзным конкурентом во многих прикладных областях, хотя его доля на рынке программных продуктов для численного анализа резко упала.
- Fortress, язык программирования, созданный Sun Microsystems, является наследником Фортрана, но с ним не совместим.
- При необходимости разработки больших проектов для численного анализа возможно использование языков программирования общего назначения, поддерживающих статическую типизацию и модульную структуру. Примерами могут служить Modula-3, Haskell, Ада, Java. При этом рекомендуется использовать известные в научно-инженерной среде специализированные библиотеки (см. ссылки).